# Casimiro Torres
Casimiro Torres Ibáñez (Torrevieja, Alicante, España, 18 de junio de 1959) es un exfutbolista y entrenador español que actualmente entrena al Fútbol Club Torrevieja.

## Clubes

### Como jugador
| Club                       | País   | Año       |
| -------------------------- | ------ | --------- |
| Torrevieja C. F. (Juvenil) | España | 1977-1978 |
| Castilla C. F.             | España | 1978-1983 |
| Cartagena F. C.            | España | 1983-1985 |
| Celta de Vigo              | España | 1985-1986 |
| C. D. Logroñés             | España | 1986-1988 |
| Elche C. F.                | España | 1988-1990 |
| Fútbol Club Torrevieja     | España | 1990-1991 |

### Como entrenador
| Club                   | País   | Año       |
| ---------------------- | ------ | --------- |
| Elche CF               | España | 2001-2002 |
| Elche CF B             | España | 2001-2002 |
| Elche CF               | España | 2002-2003 |
| CD Eldense             | España | 2006-2007 |
| Novelda CF             | España | 2007-2008 |
| FC Cartagena B         | España | 2008-2011 |
| Fútbol Club Torrevieja | España | 2011-2013 |

- Datos: Q5756242